# عيد الاستقلال الوطني البولندي
عيد الاستقلال الوطني البولندي (بالبولندية: Narodowe Święto Niepodległości) هو عيد وطني ويوم عطلة في بولندا. يحتفل فيه في 11 نوفمبر من كل عام، لإحياء ذكر استعادة بولندا لاستقلالها عام 1918. اعتمد رسمياً كعطلة في 23 أبريل 1937، وألغي في 22 يوليو 1945، ومن ثم أعيد اعتماده في 15 فبراير 1989 ضمن تحول النظام لإلغاء الاشتراكية في بولندا.
أصدر البرلمان البولندي (سيم) في 11 نوفمبر 1997 بياناً عن يوم الاستقلال، يصف فيه يوم الاستقلال بأنه «يوم إحياء جميع أبناء بولندا، الذين ناضلوا وقاتلوا في سبيل حرية بولندا، ويثير هذا اليوم تذكر ذكرى قمع الحرية والديمقراطية للبولنديين من الحرب بين النازيين والسوفيت، ومن ثم من الحكومة السوفيتية الشيوعية، التي أدخلت الشيوعية -الغريبة على تقاليد بولندا-، ويعرب المجلس عن امتنانه لحكومة المنفى التي حافظت على فكرة الاستقلال، وأن مجلس سيم سيكون دومًا مرسخًا لاستقلال بولندا، بتقاليد الدولة الأولى والثانية.»